# 여수대학교
여수대학교(麗水大學校, Yeosu National University)는 대한민국 전라남도 여수시에 있었던 국립 산업대학이다. 2006년 전남대학교와 통합되어 전남대학교 여수캠퍼스가 되었다.

## 연혁
- 1917년 여수공립간이수산학교 개교
- 1921년 2년제 여수공립수산학교로 개편
- 1924년 3년제 여수공립수산학교로 개편
- 1941년 5년제 여수공립수산학교로 개편
- 1946년 6년제 여수공립수산중학교로 승격
- 1951년 3년제 여수수산고등학교로 개편
- 1963년 여수수산고등전문학교로 승격 (5년제)
- 1975년 국립 여수수산전문학교 개편
- 1979년 여수수산전문대학으로 개편
- 1987년 여수수산대학으로 승격 (4년제 7개학과)
- 1993년 여수수산대학교로 명칭 변경
- 1998년 여수대학교로 교명 변경
- 2006년 전남대학교 여수캠퍼스로 통합

## 같이 보기
- 대한민국의 교육